# 小川優介
小川 優介（おがわ ゆうすけ、2002年4月14日 - ）は、埼玉県出身のサッカー選手。関東サッカーリーグ1部・エリース豊島FC所属。ポジションはミッドフィルダー（ボランチ）。

## 略歴
小学生の頃はNEOS FCに所属し、ジュニアユースのセレクションを受けたが落選して昌平高校に進学。2年時の全国高等学校サッカー選手権大会では主力選手として全3試合に出場。2020年9月、高校生屈指のボランチとして評価されて鹿島アントラーズに加入が内定した。高校3年時の全国高校サッカー選手権では3試合1得点だった。鹿島には3シーズン在籍したものの、試合出場は2年目の天皇杯 JFA 第102回全日本サッカー選手権大会2回戦の新潟医療福祉大学サッカー部戦で85分にファン・アラーノとの交代で出場したのみ。リーグ戦の出場はなかった。
2023年12月8日、FC琉球に完全移籍で加入することが発表された。琉球でも、リーグ戦わずか3試合、時間に換算すると75分の出場にとどまった。2024年11月19日、琉球は契約満了を発表。同年12月12日、Jリーグ合同トライアウトに出場した。
2025年2月26日、アヴェントゥーラ川口へ移籍。所属と同時に三位電気に入社。同年6月、エリース豊島FCへ移籍。

## 所属クラブ
- NEOS FC
- FC LAVIDA
- 昌平高等学校
- 2021年 - 2023年  鹿島アントラーズ
- 2024年  FC琉球
- 2025年 - 同年6月  アヴェントゥーラ川口
- 2025年6月 -  エリース豊島FC

## 個人成績
| 国内大会個人成績 | 国内大会個人成績 | 国内大会個人成績 | 国内大会個人成績 | 国内大会個人成績 | 国内大会個人成績 | 国内大会個人成績 | 国内大会個人成績 | 国内大会個人成績 | 国内大会個人成績 | 国内大会個人成績 | 国内大会個人成績 |
| 年度             | クラブ           | 背番号           | リーグ           | リーグ戦         | リーグ戦         | リーグ杯         | リーグ杯         | オープン杯       | オープン杯       | 期間通算         | 期間通算         |
| 年度             | クラブ           | 背番号           | リーグ           | 出場             | 得点             | 出場             | 得点             | 出場             | 得点             | 出場             | 得点             |
| 日本             | 日本             | 日本             | 日本             | リーグ戦         | リーグ戦         | リーグ杯         | リーグ杯         | 天皇杯           | 天皇杯           | 期間通算         | 期間通算         |
| ---------------- | ---------------- | ---------------- | ---------------- | ---------------- | ---------------- | ---------------- | ---------------- | ---------------- | ---------------- | ---------------- | ---------------- |
| 2021             | 鹿島             | 24               | J1               | 0                | 0                | 0                | 0                | 0                | 0                | 0                | 0                |
| 2022             | 鹿島             | 24               | J1               | 0                | 0                | 0                | 0                | 1                | 0                | 1                | 0                |
| 2023             | 鹿島             | 24               | J1               | 0                | 0                | 0                | 0                | 0                | 0                | 0                | 0                |
| 2024             | 琉球             | 32               | J3               | 3                | 0                | 1                | 0                | 0                | 0                | 4                | 0                |
| 通算             | 日本             | 日本             | J1               | 0                | 0                | 0                | 0                | 1                | 0                | 1                | 0                |
| 通算             | 日本             | 日本             | J3               | 3                | 0                | 1                | 0                | 0                | 0                | 4                | 0                |
| 総通算           | 総通算           | 総通算           | 総通算           | 3                | 0                | 1                | 0                | 1                | 0                | 5                | 0                |